# Іван Лендрич
Іван Лендрич (хорв. Ivan Lendrić; нар. 8 вересня 1991, Спліт, Хорватія) — ховатський футболіст, нападник боснійського клубу «Желєзнічар» (Сараєво).

## Клубна кар'єра

### Дебют у Хорватії
Народився в Спліті, футболом розпочав займатися в «Соліні», потім перейшов до молодіжної академії «Хайдука». У сезоні 2009/10 років (останній на молодіжному рівні) став найкращим бомбардиром Хорватської академічної ліги, а щоденна хорватська спортивна газета «Sportske novosti» визнала його найкращим молодіжним гравцем.
У липні 2010 року отримав професіональний контракт, але не зміг пробитися до першої команди під керівництвом тренера Станко Поклеповича, тому відправився в оренду клубу боснійської Прем'єр-ліги «Зриньські» (Мостар). У складі «Зриньські» з 16-ма голами став найкращим бомбардиром чемпіонату Боснії і Герцеговини 2010/11.
Влітку 2011 року повернений з оренди й приєднався до першої команди під керівництвом Красимира Балакова. Дебютував за сплітську команду 13 серпня 2011 року в поєдинку проти «Істри». 10 вересня на 72-й хвилині матчу проти «Динамо» (Загреб) замінив Івана Вуковича. 25 вересня 2011 року відзначився дебютним голом за «Хайдук» в поєдинку проти «Славен Белупо». 26 листопада 2011 року у поєдинку 16-го туру чемпіонату проти «Шибеника» відзначився 2-ма голами. Загалом у своєму першому сезоні за «Хайдук» на професіональному рівні відзначився чотирма голами в дев'ятнадцяти матчах, виходив на поле здебільшого на заміну.

### «Зюлте-Варегем»
У червні 2012 року підписав 3-річний контракт з бельгійським «Зюлте-Варегем». Дебютував за нову команду 11 серпня 2012 року в поєдинку проти «Беєрсхота». Дебютним голом за «Зюлте-Варегем» відзначився в переможному (2:0) поєдинку проти «Кортрейка». 15 вересня вийшов у стартовому складі в поєдинку проти «Ауд-Геверле Левен». 24 листопада 2012 року відзначився голом та результативною передачею в переможному поєдинку проти «Гента».

### «Локомотива» та «Капфенберг»
По завершенні помірно успішного сезону в «Зюлте-Варегем», «Локомотива» вирішила повернути гравця до Першої ліги Хорватії, заплативши за нападника 500 000 євро. Дебютував за нову команду в поєдинку проти загребського «Динамо». Першим голом за «Локомотиву» відзначився в поєдинку проти «Хрватскі Драговоляц», відзначився голом й в матчі наступного туру проти «Осієка». У січні 2014 року після 6-ти матчів та 2-ох забитих м'ячів «Локомотива» розірвала з гравцем контракт.
У лютому 2014 року підписав контракт з клубом австрійської Першої ліги «Капфенберг». Дебютним голом у новій команді відзначився в поєдинку проти «Парндорфа». 4 квітня 2014 року відзначився у воротах «Горна». 2 травня 2015 року відзначився двома голами у поєдинку проти «Ферст Вієнна». У футболці «Капфенберга» відзначився 5-ма голами в 15-ти матчах Першої ліги.

### «Зюйдтіроль» та «Цельє»
30 серпня 2014 року перейшов до італійського клубу «Зюйдтіроль» з третього дивізіону італійського чемпіонату. Закріпитися в команді не зміг і в січні 2015 року перейшов у «Цельє».
12 серпня 2015 року перейшов до молдовського клубу «Мілсамі». Потім грав за грецьку «Керкіру».

### «Желєзнічар» (Мараєво)
5 січня 2016 року приєднався до представника боснійської Прем'єр-ліги «Желєзнічар». Вже в своєму дебютному матчі за нову команду відзначився голом. У матчі 3-го туру чемпіонату відзначився голом та результативною передачею. Вдало розпочавши сезон, надалі грав не так яскраво, хорвату не вдавалося забити аж до поєдинку 10-го туру проти «Металацу». 22 вересня відзначився двома голами у воротах сараєвського «Олімпіка». 5 листопада 2016 року відзначився першим голом у матчі проти «Слобода» (Тузла). 19 листопада відзначився двома голами у воротах «Вітеза». У першій частині сезону грав вдало й став основним гравцем команди. 26 листопада віддав результативну передачу та відзначився голом у воротах «Зриньські».
4 березня відзначився єдиним голом у матчі проти «Младості» (Добой). Продемонстрував свій футбольний талант у повній мірі відзначившись хет-триком у поєдинку проти «Слободи» (Тузла). 8 квітня 2017 року відзначився єдиним голом у матчі проти «Крупи». 6 травня знову відзначився голом, цього разу в поєдинку проти «Зриньські». 28 травня, в останньому турі чемпіонату відзначився голом, яким зрівняв рахунок у матчі проти «Радника» з Бієліни. Столичний клуб фінішував другим у чемпіонаті, а Лендрич з 19-ма голами став найкращим бомбардиром Прем'єр-ліги.
29 червня 2017 року відзначився єдиним голом у воротах «Зети» (Голубовиці) у першому раунді кваліфікації Ліги Європи. 6 липня 2017 року, в матчі-відповіді, також забив м'яч у воротах «Зети».

### «Ланс»
У липні 2017 року за 300 000 євро перебрався до «Ланса» з французької Ліги 2, з яким підписав 3-річний контракт. Дебютним голом у новій команді відзначився в переможному (2:1) поєдинку Кубку французької ліги проти «Аяччо». Незважаючи на гол у кубку та в поєдинку Ліги 2 проти «Сошо» адаптація у Франції Івана відбувалася важко й він змушений був боротися за місце в стартовому складі. Зрештою конкуренцію програв й протягом майже двох місяців не грав, повернувшись на футбольне поле в Кубку Франції проти «Не-ле-Міна», в якому відзначився хет-триком та допоміг команді здобути перемогу з рахунком 5:0.
Потім знову не грав два місяці, повернувшись до команди на другу половину сезону. Вийшов на поле в 1/8 фіналу кубку Франції проти «Стад бріошена». 26 січня знову вийшов на поле, замінивши на 70-й хвилині Сиріла Баялау. У команді провів один сезону, а в червні 2018 року французький клуб розірвав угоду з хорватським футболістом.

### «Олімпія» (Любляна)
У липні 2018 року відправився на перегляд до клубу шотландського Прем'єршипу «Гіберніан», але до підписання контракту справа не дійшла.
8 серпня 2018 року підсилив словенський клуб «Олімпія» (Любляна). Першим та єдиним голом у футболці команди відзначився 29 вересня в поєдинку національного кубку проти «Триглава». 4 грудня 2018 року, через чотири місяці після приходу «Олімпію», Іван залишив клуб.

### «Германнштадт»
24 грудня 2018 року став новим гравцем румунського клубу Першої ліги «Германнштадт». Дебютним голом за нову команду відзначився 19 квітня 2019 року в нічийному (1:1) поєдинку проти «Волунтарі».

### «Зриньські»
21 червня 2019 року повернувся до Боснії і Герцеговини та підписав 2-річний контракт із «Зриньські», за який виступав у сезоні 2010/11 років. Після свого повернення дебютував за команду та відзначивс першим голом 11 липня 2019 року в переможному (3:0) виїзному поєдинку першого кваліфікаційного раунду Ліги Європи 2019/20 проти «Академії Пандєва». 21 липня 2019 року вперше після 9 річної паузи зіграв за «Зриньські» в програному (0:1) поєдинку проти «Сараєво». Дебютним голом після повернення до команди в чемпіонаті відзначився 24 серпня 2019 року в переможному (4:0) домашньому поєдинку проти «Бораца» (Баня-Лука). 10 грудня 2019 року вирішив розірвати контракт із «Зриньські» і залишив клуб.

### Повернення в «Желєзнічар»
7 січня 2020 року, через два з половиною роки після відходу з «Желєзнічара», поіернувся в столичний клуб, підписавши 1,5-річний контракт. Свій перший після повернення матч зіграв 22 лютого 2020 року, в якому «Желєзнічар» розписав нульову нічию з «Радником» (Бієліна). Першим голом після повернення в команду відзначився 29 лютого 2020 року в переможному (3:0) поєдинку проти «Звієзди 09».

## Кар'єра в збірній
На міжнародному рівні представляв Хорватію на всіх юнацьких та молодіжних рівнях, був частиною команди, яку головний тренер Івіца Грня зібрав для участі на молодіжному чемпіонаті світу 2011 році, де відзначився голом у програному (2:5) хорватами поєдинку проти Нігерії.

## Статистика виступів

### Клубна
Станом на match played 12 December 2020.
| Клуб                 | Сезон             | Ліга                              | Ліга  | Ліга | Кубок | Кубок | Кубок ліги | Кубок ліги | Континентальні | Континентальні | Інші  | Інші | Загалом | Загалом |
| Клуб                 | Сезон             | Дивізіон                          | Матчі | Голи | Матчі | Голи  | Матчі      | Голи       | Матчі          | Голи           | Матчі | Голи | Матчі   | Голи    |
| -------------------- | ----------------- | --------------------------------- | ----- | ---- | ----- | ----- | ---------- | ---------- | -------------- | -------------- | ----- | ---- | ------- | ------- |
| «Хайдук» (Спліт)     | 2010–11           | Перша ліга Хорватії               | 0     | 0    | 0     | 0     | —          | —          | 0              | 0              | —     | —    | 0       | 0       |
| «Зриньські» (оренда) | 2010–11           | Прем'єр-ліга Боснії і Герцеговини | 28    | 16   | 1     | 1     | —          | —          | 0              | 0              | —     | —    | 29      | 17      |
| «Хайдук» (Спліт)     | 2011–12           | Перша ліга Хорватії               | 19    | 4    | 1     | 0     | —          | —          | 0              | 0              | —     | —    | 20      | 4       |
| «Зюлте-Варегем»      | 2012–13           | Жупіле Про Ліга                   | 20    | 2    | 3     | 1     | —          | —          | —              | —              | —     | —    | 23      | 3       |
| «Зюлте-Варегем»      | 2013–14           | Жупіле Про Ліга                   | 0     | 0    | 0     | 0     | —          | —          | 0              | 0              | —     | —    | 0       | 0       |
| «Зюлте-Варегем»      | Загалом           | Загалом                           | 20    | 2    | 3     | 1     | —          | —          | 0              | 0              | —     | —    | 23      | 3       |
| «Локомотива»         | 2013–14           | Перша ліга Хорватії               | 6     | 2    | 0     | 0     | —          | —          | 0              | 0              | —     | —    | 6       | 2       |
| «Капфенберг»         | 2013–14           | Перша ліга Австрії                | 15    | 5    | 0     | 0     | —          | —          | —              | —              | —     | —    | 15      | 5       |
| «Зюйдтіроль»         | 2014–15           | Лега Про                          | 14    | 4    | 0     | 0     | —          | —          | —              | —              | —     | —    | 14      | 4       |
| «Цельє»              | 2014–15           | Перша футбольна ліга Словенії     | 16    | 2    | 3     | 1     | —          | —          | —              | —              | —     | —    | 19      | 3       |
| «Мілсамі»            | 2015–16           | Національний дивізіон             | 0     | 0    | 0     | 0     | —          | —          | 0              | 0              | —     | —    | 0       | 0       |
| «Керкіра»            | 2015–16           | Футбольна ліга                    | 2     | 0    | 1     | 0     | —          | —          | —              | —              | —     | —    | 3       | 0       |
| «Желєзнічар» (С)     | 2015–16           | Прем'єр-ліга Боснії і Герцеговини | 12    | 7    | 3     | 2     | —          | —          | —              | —              | —     | —    | 15      | 9       |
| «Желєзнічар» (С)     | 2016–17           | Прем'єр-ліга Боснії і Герцеговини | 32    | 19   | 3     | 1     | —          | —          | —              | —              | —     | —    | 35      | 20      |
| «Желєзнічар» (С)     | 2017–18           | Прем'єр-ліга Боснії і Герцеговини | 0     | 0    | 0     | 0     | —          | —          | 2              | 2              | —     | —    | 2       | 2       |
| «Желєзнічар» (С)     | Загалом           | Загалом                           | 44    | 26   | 6     | 3     | —          | —          | 2              | 2              | —     | —    | 52      | 31      |
| «Ланс»               | 2017–18           | Ліга 2                            | 9     | 2    | 1     | 3     | 1          | 1          | —              | —              | —     | —    | 11      | 6       |
| «Ланс II»            | 2017–18           | Національний чемпіонат 2          | 1     | 2    | —     | —     | —          | —          | —              | —              | —     | —    | 1       | 2       |
| «Олімпія» (Любляна)  | 2018–19           | Перша футбольна ліга Словенії     | 5     | 0    | 2     | 2     | —          | —          | 0              | 0              | —     | —    | 7       | 2       |
| «Германнштадт»       | 2018–19           | Ліга I                            | 10    | 2    | 1     | 0     | —          | —          | —              | —              | 2     | 0    | 13      | 2       |
| «Зриньські»          | 2019–20           | Прем'єр-ліга Боснії і Герцеговини | 16    | 3    | 2     | 3     | —          | —          | 6              | 0              | —     | —    | 24      | 6       |
| «Желєзнічар»         | 2019–20           | Прем'єр-ліга Боснії і Герцеговини | 3     | 1    | 0     | 0     | —          | —          | —              | —              | —     | —    | 3       | 1       |
| «Желєзнічар»         | 2020–21           | Прем'єр-ліга Боснії і Герцеговини | 18    | 6    | 1     | 0     | —          | —          | 1              | 1              | —     | —    | 20      | 7       |
| «Желєзнічар»         | Загалом           | Загалом                           | 21    | 7    | 1     | 0     | —          | —          | 1              | 1              | —     | —    | 23      | 8       |
| Усього за кар'єру    | Усього за кар'єру | Усього за кар'єру                 | 226   | 77   | 22    | 14    | 1          | 1          | 9              | 3              | 2     | 0    | 260     | 95      |

1. ↑  Матчі в плей-оф Ліги I 2018/19

## Досягнення

### Індивідуальні
- Найкращий бомбардир Прем'єр-ліги Росії (2): 2010/11 (16 голів), 2016/17 (19 голів)